# 丹麦语言委员会
55°40′41″N 12°33′53″E / 55.6781°N 12.5647°E
丹麦语委员会（丹麥語： 发音：[ˌdanˀsɡ ˈsbʁɔwnɛwˀn] ⓘ）简称DSN，成立于1955年，总部设于博恩瑟。隸屬於丹麥文化部，是丹麦语的官方管理機構。该委员会有三个主要任務：
- 跟踪丹麦语的发展，如收录新词
- 解答丹麦语及其运用的相关问题
- 制定丹麦语正字法，编辑并出版官方的词典Retskrivningsordbogen（英语：Retskrivningsordbogen）